# Nahfeld und Fernfeld (Akustik)
Bei der Ausbreitung einer Schallwelle werden mit dem Nahfeld und dem Fernfeld zwei Entfernungsbereiche von der Schallquelle mit sehr unterschiedlichen physikalischen Eigenschaften unterschieden.:
- Das Nahfeld bezeichnet den unmittelbaren Bereich um die Schallquelle, der von einem ungleichmäßigen Wechsel zwischen Orten mit konstruktiver und destruktiver Interferenz gekennzeichnet ist.
- Im Gegensatz dazu bezeichnet das Fernfeld einen Bereich, der weit von der Schallquelle entfernt ist. Interferenzeffekte spielen hier nur eine untergeordnete Rolle für die Struktur des Schallfeldes. Insbesondere sind in fluiden Medien im Fernfeld Druck und Schnelle in Phase, so dass im Fluid eine reellwertige Wellenimpedanz {\displaystyle {\underline {Z}}=\rho \cdot c} definiert werden kann.

Zur Unterscheidung zwischen Nah- und Fernfeld wird allein der von der Schallquelle erzeugte Direktschall betrachtet, d. h. die Abstrahleigenschaften der Quelle und die Eigenschaften des Ausbreitungsmediums. Reflexionen an Gegenständen im Raum, wie z. B. das von den Wänden erzeugte Diffusfeld oder stehende Wellen, gehen nicht in die Betrachtung ein.
Die Entfernung, bei der das Nahfeld in das Fernfeld übergeht, hängt von der Schallwellenlänge und der Größe der Schallquelle ab.

## Begriffsabgrenzung
Die Schallbegriffe Nahfeld und Fernfeld werden nicht immer genau von den Ausdrücken Direktfeld (bzw. Freifeld) und Diffusfeld unterschieden, welche durch die raumakustischen Eigenschaften des Umgebungsraums bestimmt werden.

## Monopolstrahler
Die Grenze zwischen Nah- und Fernfeld soll am Beispiel eines Strahlers nullter Ordnung als atmende Kugel (oder pulsierende Kugel) bei Abstrahlung in den Raum dargestellt werden. Die Wellengleichung für eine Kugelwelle liefert für den Schalldruck {\displaystyle p} die Lösung :
{\displaystyle p={\frac {p_{0}}{kr}}\cdot e^{ikr}}
Für die Schallschnelle {\displaystyle v} gilt:
{\displaystyle v={\frac {p_{0}}{Z_{0}\cdot kr}}\left(1+{\frac {1}{ikr}}\right)\cdot e^{ikr}={\frac {p}{Z_{0}}}\cdot \left(1+{\frac {1}{ikr}}\right)={\frac {p}{Z}}}
Für die Schallimpedanz {\displaystyle Z} gilt
{\displaystyle Z=Z_{0}{\frac {ikr}{1+ikr}}=Z_{0}\cdot {\frac {1}{1+{\frac {1}{ikr}}}}}
Dabei bedeuten
- p0 = Druckamplitude
- k = Kreiswellenzahl
- r = Entfernung des Messpunktes vom Kugelstrahler
- Z0 = Schallkennimpedanz
- i = imaginäre Einheit mit der Eigenschaft  {\displaystyle i^{2}=-1}.

### Fernfeld
Das Fernfeld ist gekennzeichnet durch die Bedingung
{\displaystyle k\cdot r\gg 1}
wodurch sich die Formel für die Schallschnelle vereinfachen lässt zu
{\displaystyle v={\frac {p_{0}}{Z_{0}\cdot kr}}\cdot e^{ikr}}
Im Fernfeld gibt es also zwischen Schalldruck und Schallschnelle keinen Phasenunterschied, was man erkennt, wenn man für beide Schallfeldgrößen die (messbaren) Realanteile der Eulerschen Formel angibt:
{\displaystyle p\sim {\frac {1}{r}}\cdot \cos(kr)}
{\displaystyle v\sim {\frac {1}{r}}\cdot \cos(kr)}
{\displaystyle Z=Z_{0}}

### Nahfeld
Das Nahfeld ist gekennzeichnet durch die Bedingung
{\displaystyle k\cdot r\ll 1}
wodurch sich die Formel für die Schallschnelle vereinfachen lässt zu
{\displaystyle v={\frac {p_{0}}{Z_{0}\cdot kr}}\cdot {\frac {1}{ikr}}\cdot e^{ikr}}
Im Nahfeld unterscheiden sich also Schalldruck und Schallschnelle in zwei wesentlichen Punkten:
- Die Schallschnelle sinkt quadratisch mit steigendem Abstand:

{\displaystyle v\sim {\color {red}{\frac {1}{r^{2}}}}\cdot \sin(kr)}
- zwischen {\displaystyle p} und {\displaystyle v} gibt es einen Phasenunterschied von 90°, was man erkennt, wenn man für beide Schallfeldgrößen die (messbaren) Realanteile der Eulerschen Formel angibt:

{\displaystyle p\sim {\frac {1}{r}}\cdot \cos(kr)}
{\displaystyle Z\approx Z_{0}\cdot ikr}
Der Schalldruck eilt der Schallschnelle um maximal 90° voraus. Am Senderort (im unmittelbaren Nahfeld des Kugelsenders) tritt nur Blindleistung auf, und die Schallimpedanz ist (fast) rein imaginär. Das bedeutet, dass der Monopolstrahler in gewissen Zeitabschnitten Energie an die Umgebung abgibt und anschließend fast genau die gleiche Energiemenge wieder absorbiert (er "atmet"). Die geringe Differenz wird abgestrahlt und ist im Fernfeld messbar.

### Übergangsbereich
Der Übergang zwischen Nah- und Fernfeld erfolgt kontinuierlich. Entscheidend für die Charakterisierung ist der Restphasenwinkel {\displaystyle \phi } zwischen Schalldruck und Schallschnelle. Dieser ändert sich stetig von 90° in unmittelbarer Umgebung des Monopolstrahlers bis 0° im Abstand vieler Wellenlängen. Die Grenze wird häufig gezogen bei r ≈ λ, d. h. im Abstand einer Wellenlänge vom Strahler, weil die Klammer in der Formel für die Schallschnelle dann den Wert
{\displaystyle \left(1+{\frac {1}{2\pi i}}\right)\approx (1-0{,}16i)\approx 1}
hat.

## Ausgedehnter Strahler

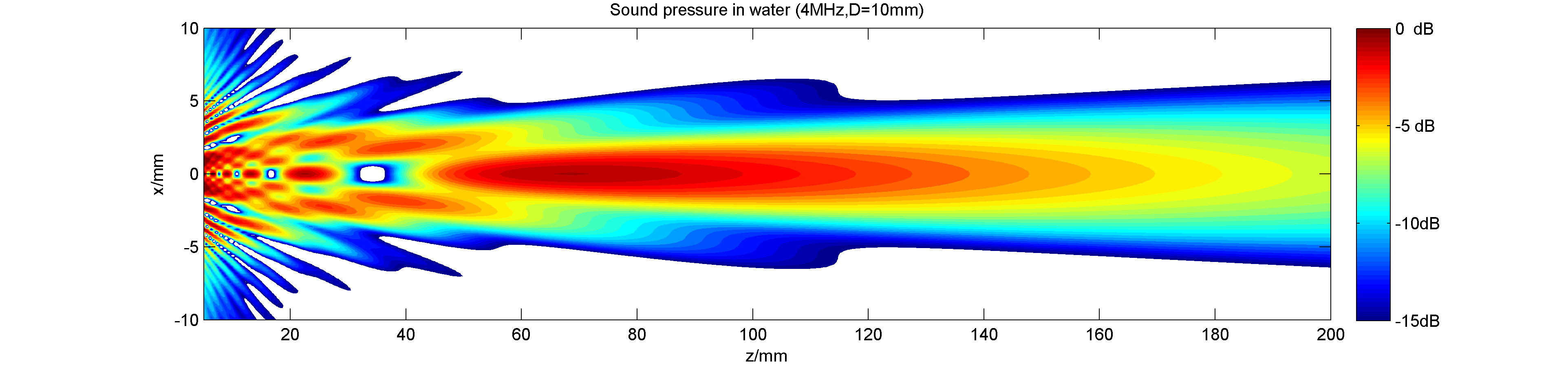
Harmonisches Schallfeld eines unfokussierten 4-MHz-Ultraschallwandlers mit dem Schwingerdurchmesser D=10 mm in Wasser. Angezeigt werden die Amplituden der Schalldrücke in logarithmischer Darstellung.

In der Akustik werden selten Dipolstrahler wie in der Hochfrequenztechnik eingesetzt, deren Abmessungen etwa der Wellenlänge entsprechen. Ein Grund dafür ist bei Tonfrequenzen die Abstrahlung eines sehr breiten Frequenzspektrums, bei Ultraschall die handhabbare Abmessung des Schallgebers.
Das folgende Beispiel zeigt das durch Simulationsrechnungen harmonische Schallfeld eines unfokussierten 4 MHz-Ultraschallwandlers mit dem Schwingerdurchmesser D =10 mm in Wasser mit einer Schallausbreitungsgeschwindigkeit {\displaystyle c=1500\,\mathrm {m} /\mathrm {s} }. Das angegebene Schallfeld löst das Randwertproblem für die Abstrahlung von einer schallharten Grenzfläche z = 0 in den Halbraum. Die Abstrahlung lässt sich durch eine gleichmäßige Belegung der aktiven Wandleroberfläche mit Monopolquellen beschreiben.
Der Übergang vom Nahfeld ins Fernfeld erfolgt bei dem am weitesten vom Schallwandler entfernten Schalldruckmaximum auf der akustischen Achse. Die Entfernung zwischen diesem Schalldruckmaximum und dem Ultraschallwandler wird als Nahfeldlänge {\displaystyle N} bezeichnet: 
{\displaystyle N={\frac {D^{2}-\lambda ^{2}}{4\lambda }}\approx {\frac {D^{2}}{4\lambda }}={\frac {D^{2}\cdot f}{4\cdot c}}}
Sie beträgt im angegebenen Beispiel {\displaystyle N=67\,\mathrm {mm} }. (Die Wellenlänge {\displaystyle \lambda } ergibt sich aus der Frequenzangabe 4 MHz.)
Die Abbildung zeigt ausgeprägte Interferenzstrukturen mit einem unregelmäßigen Wechsel zwischen Orten konstruktiver und destruktiver Interferenz im Nahfeld. Das Fernfeld weist dagegen eine regelmäßige Struktur mit einem stetigen Abfall des Schalldrucks mit steigender Entfernung vom Schallwandler auf.